# Marie d'Aragon (1396-1445)
 (décembre 2019).
Si vous disposez d'ouvrages ou d'articles de référence ou si vous connaissez des sites web de qualité traitant du thème abordé ici, merci de compléter l'article en donnant les références utiles à sa vérifiabilité et en les liant à la section « Notes et références ».
Marie d'Aragon, née en 1403 et morte le 18 février 1445 à Villacastín fut infante d'Aragon puis reine de Castille entre 1420 et 1445 par son mariage avec son cousin Jean II de Castille .

## Biographie

### Enfance
Elle est la première fille et le deuxième enfant de Ferdinand Ier d'Aragon et d'Éléonore d'Albuquerque.

### Mariage
Elle épouse à Avila, le 4 août 1420, Jean II de Castille. De cette union naîtront :
- Catherine de Castille (1422-1424)
- Éléonore de Castille (1423-1425)
- Henri IV de Castille (1425-1474)
- Marie de Castille (1428-1429)

### Reine de Castille

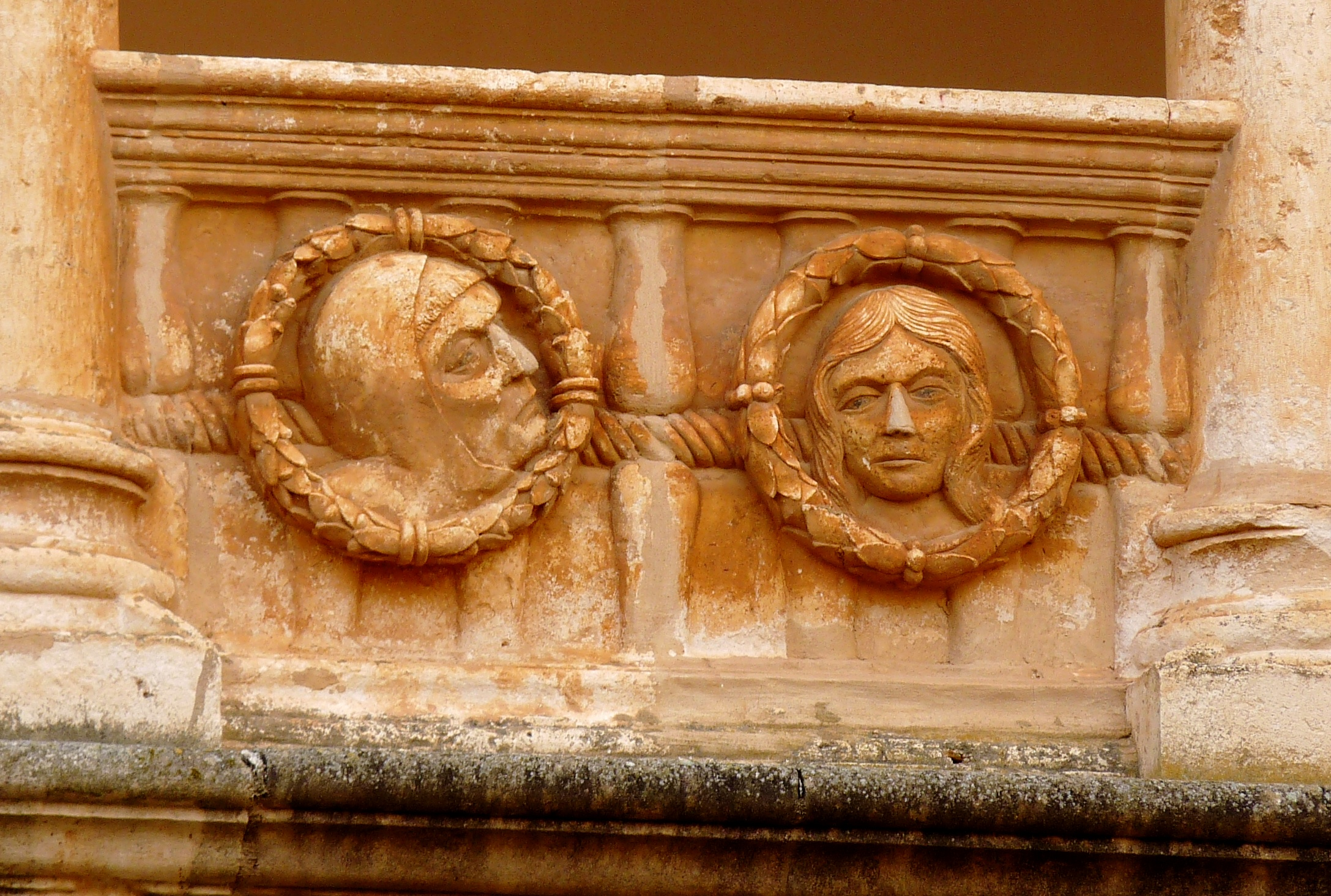
Médaillon représentant Jean II et Marie d'Aragon

Marie vivra loin des intrigues de la cour de Castille, gouvernée par un mari faible et manipulé par Álvaro de Luna, à qui elle prodiguait une aversion irréversible. Pendant son règne, elle essaiera sans y parvenir, d'éloigner Alvaro de Luna de l'influence qu'il avait sur son mari. Mais il faudra attendre son décès et le remariage du roi, pour assister définitivement à sa disgrâce.  
Elle meurt le 18 février 1445 à Villacastín, et est inhumée au monastère royal de Santa Maria de Guadalupe à Cáceres en Espagne.